# Església parroquial de Santa Magdalena (la Nou de Gaià)
L'Església parroquial de Santa Magdalena és un edifici religiós situat al municipi de la Nou de Gaià, al Tarragonès. L'església original de la Nou de Gaià data del segle xii, però a causa dels augments demogràfics al segle xvii es va construir l'església actual sobre les restes romàniques que actualment encara es conserven. L'església fou sufragània de la parròquia d'Altafulla fins al 1816.

## Arquitectura
L'edifici actual és d'estil neoclàssic, del segle xviii, fet de maçoneria amb reforços de carreus. Segurament fou reformat a finals del segle xix. Presenta una planta de nau única, coberta de volta de canó i amb les capelles laterals, desiguals, cobertes per volta d'aresta i comunicades entre sí. El creuer està cobert amb una cúpula recolzada sobre petxines i l'absis és quadrat amb l'accés per un arc carpanell com a gancell sostenint el cor. La façana presenta una porta guarnida amb un arc escarser, pilastres laterals que emmarquen la façana, cornisa partida i frontó triangular.